# خير أباد (شورآب)
خیر أباد (بالفارسية: خیرآباد) هي قرية تقع في إيران في قسم شورآب الريفي. يقدر عدد سكانها بـ 180 نسمة بحسب إحصاء 2016.